# Banco de San Giorgio

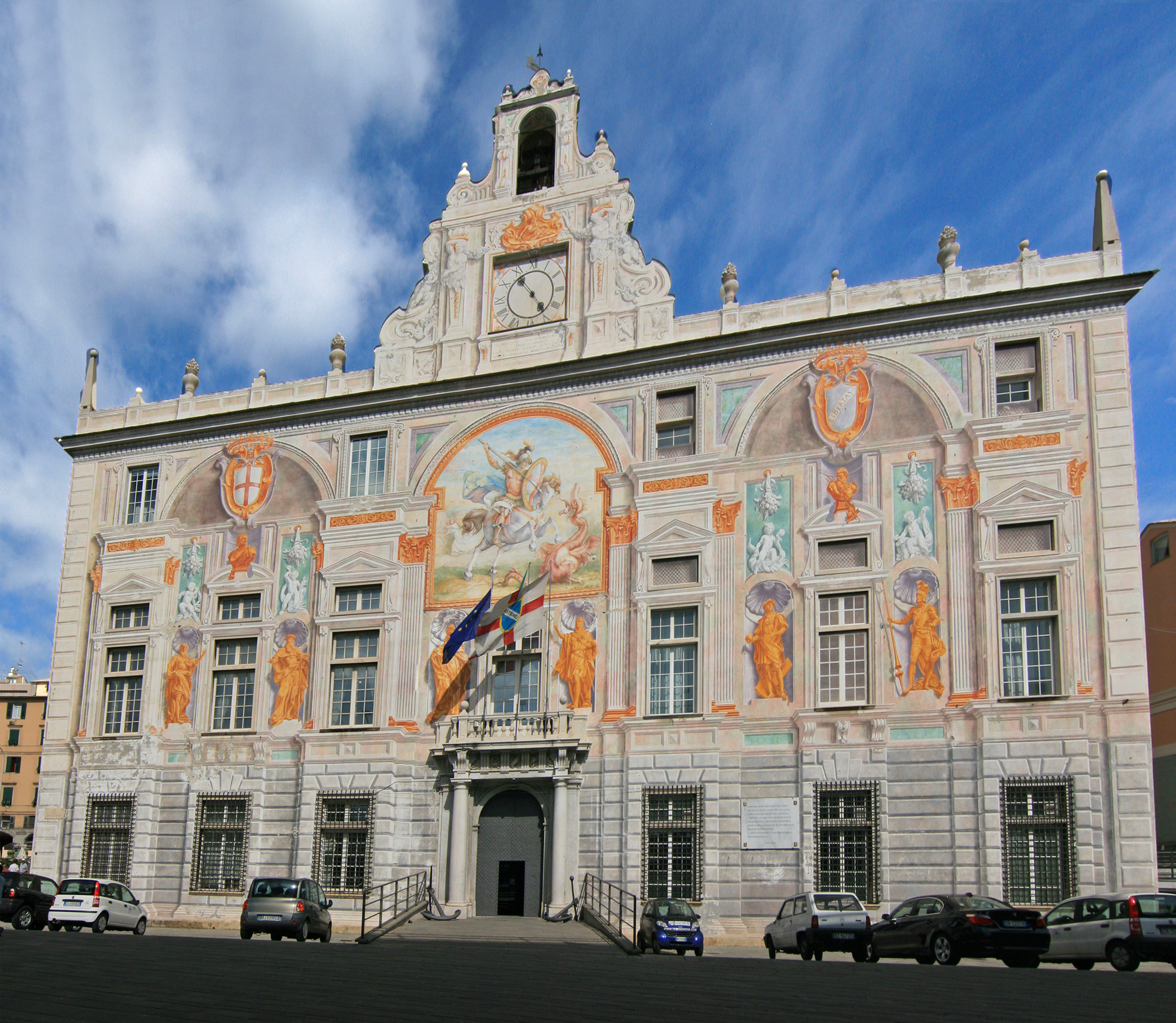
El Palacio San Giorgio en Génova.

El Banco o Compañía de San Giorgio (en italiano: Banco o Ufficio di San Giorgio, oficialmente Casa delle Compere di San Giorgio) fue una institución financiera de la República de Génova. Fundada en 1407, fue uno de los bancos más antiguos de Europa, y probablemente del mundo. La sede del Banco estaba en el Palazzo San Giorgio, que fue construido en el siglo XIII por orden de Guglielmo Boccanegra, tío de Simone Boccanegra, el primer Dogo de Génova.

## Organización
Un número de prominentes familias genovesas estuvieron involucradas en el establecimiento y gobierno del Banco, incluyendo las casas de Grimaldi & Serra. Inusualmente en ese tiempo, el Banco hizo uso de un número de agentes judíos, incluyendo el clan de Ghisolfi que administraba ciertas posesiones en torno al mar Negro.
El Banco era gobernado por cuatro cónsules que administraban sus finanzas e inversiones directas. Debido a que la oligarquía que gobernaba la República normalmente dominaba la política bancaria, es a menudo difícil determinar dónde terminaba la influencia del Banco y dónde empezaba la de la República.

## Operaciones

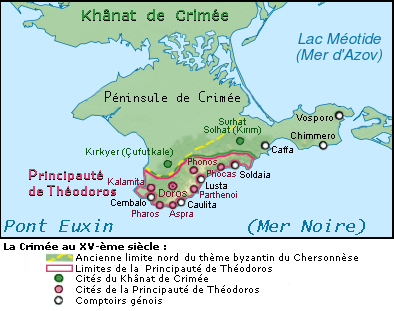
Crimea a mediados del ; las colonias genovesas en blanco.

Muchos de los territorios de la República de Génova eran gobernados directamente o indirectamente por el Banco. En 1447 la República cedió a la Casa de San Jorge el gobierno de  Famagusta, y en 1553 los de Cafa, Córcega, Gazaria (Crimea) y un cierto número de otras posesiones. Sin embargo, a lo largo del siglo XV, la República gradualmente reclamó muchos de estos territorios del control del Banco. La península de Tamán permaneció bajo el control de la familia Ghisolfi, pero los príncipes del clan debían de rendir cuentas al Banco.
El Banco prestó considerables sumas de dinero a muchos de los gobernantes europeos durante los siglos XV y XVI, ganando y extendiendo su influencia. Los reyes de España Fernando e Isabel mantuvieron cuentas en el Banco, como también hizo Cristóbal Colón. Carlos V estuvo fuertemente endeudado con el Banco durante gran parte de su reinado. Niccolò Machiavelli sostuvo que el dominio del Banco sobre Génova hizo posible la creación de una "república más memorable que la Veneciana."
En el siglo XVII el Banco se involucró fuertemente en el comercio marítimo, y por un tiempo compitió con entidades como la Compañía Holandesa de las Indias Orientales y la Compañía Inglesa de las Indias Orientales.
Después de la invasión de Italia por Napoleón, este suprimió los bancos independientes lo que llevó al cierre del Banco en 1805.